# Végegyháza
Végegyháza este un sat în districtul Mezőkovácsháza, județul Békés, Ungaria, având o populație de 1.536 de locuitori (2011). 

## Demografie
Componența etnică a satului Végegyháza
     Maghiari (90,13%)
     Romi (8,25%)
     Români (1,34%)
     Necunoscut (0,28%)
     Alții (0,28%)
Componența confesională a satului Végegyháza
     Romano-catolici (36,39%)
     Fără religie (30,01%)
     Reformați (4,82%)
     Necunoscută (27,41%)
     Alte religii (1,76%)
Conform recensământului din 2011, satul Végegyháza avea 1.536 de locuitori. Din punct de vedere etnic, majoritatea locuitorilor (90,13%) erau maghiari, existând și minorități de romi (8,25%) și români (1,34%). Apartenența etnică nu este cunoscută în cazul a 0,28% din locuitori. Nu există o religie majoritară, locuitorii fiind romano-catolici (36,39%), persoane fără religie (30,01%) și reformați (4,82%). Pentru 27,41% din locuitori nu este cunoscută apartenența confesională.